# 隨風而逝 (電影)
《隨風而逝》（韓語：바람과 함께 사라지다），是一部2012年上映的韓國喜劇古裝電影，被稱作朝鮮版《瞞天過海》。在朝鮮時代，冰塊被視為比黃金更寶貴之物，在炎熱夏季用途更是廣泛，電影內容講述一群奇人異士合力劫掠王室冰庫的故事。

## 劇情介紹
德懋是右相的庶子，不喜歡研讀正經學術，常常不可自拔鑽在雜書野史中，看似笨拙，實則聰穎過人。左相趙明秀一直想要獨佔冰庫而陷害了右相，德懋為了幫父親洗脫罪名，聯手被趙明秀搞垮的冰庫管理者東脩，並集結各路盜竊高手，打算展開盜冰行動。

## 演員陣容
- 車太鉉 飾 李德懋
- 吳智昊 飾 白東脩
- 閔孝琳 飾 白秀蓮
- 成東鎰 飾 張秀均
- 申正根 飾 石大賢
- 高昌錫 飾 洪錫昌
- 宋鍾鎬 飾 金載俊
- 李彩英 飾 劉雪花
- 千寶根 飾 丁君
- 金香起 飾 南伊

### 特別出演
- 南京邑 飾 趙明秀
- 李文植 飾 楊氏
- 宋仲基 飾 丁若镛

## 外部連結
- NAVER電影 （页面存档备份，存于）